# Колымское (Якутия)
Колы́мское — село в Нижнеколымском улусе (районе) Якутии, Россия. Является административным центром Халарчинского чукотского национального наслега.

## География
Село расположено на северо-востоке Якутии, на берегу Колымы, в её нижнем течении, напротив впадения в неё реки Омолон. К северу от Колымского простираются обширные озёра и болота, а также многочисленные протоки Колымы. Расстояние до пгт Черский (районный центр) — 180 км, по реке оно сокращается до 160 км.

## История
Село основано в 1941 году; ранее здесь находилось кочевое летовье юкагиров. До 1950-х годов здесь было два колхоза, которые были объединены в один в 1951 году. Десять лет спустя был образован новый колхоз — «Нижнеколымский». В 1992 году в Колымском возникла кочевая община, занимающаяся оленеводством, охотой, рыболовством.

## Население
| 2002 | 2010 | 2011 | 2012 | 2013 | 2014 | 2015 |
| ---- | ---- | ---- | ---- | ---- | ---- | ---- |
| 835  | ↘811 | ↘810 | ↘804 | ↘801 | ↘794 | ↘793 |
| 2016 | 2017 | 2018 | 2019 | 2020 | 2021 |      |
| ↘785 | ↘779 | ↘778 | ↘775 | ↘753 | ↗765 |      |

## Экономика и социальная сфера
Основа экономической жизни села — оленеводство. Также развиты охотничий промысел и рыболовство — в среднем в год добывается 110 т рыбы, 20 т оленины.
В Колымском есть национальная средняя общеобразовательная школа, в которой изучают чукотский язык и культуру, детская музыкальная школа, музей, больница, Дом культуры, детский сад, почта, телевизионная станция «Орбита», несколько частных магазинов.